# Ciudad del Plata
Ciudad del Plata – miasto w Urugwaju, w departamencie San José.